# Avast Antivirus
Avast Antivirus е антивирусна програма, разработвана от чешката софтуерна компания Avast Software. Програма излиза на пазара през 1988 година.
Avast Free Antivirus е свободна за домашна и некомерсиална употреба, подобно на AVG Anti-Virus. Платените версии са Avast Internet Security и Avast Premier. Съществува така наречената „всичко в едно“ версия Avast Ultimate.
Разпространява се на 45 езика, включително и на български език.

## Основни функции на програмата
- защита при използване на P2P
- стандартна защита
- защита на е-поща
- защита на програми за директни разговори
- мрежова защита (олекотена защитна стена – firewall)
- защита срещу рекламен и шпионски софтуер (adware/spyware)
- защита срещу руткитове, която се базира на GMER технологията